# Affaire Océane
Pour les articles homonymes, voir Blondiau (homonymie).
L'affaire Océane ou affaire Nicolas Blondiau, est une affaire de viol sur mineur, de pédophilie et meurtre survenue en France en 2011. 
Le 5 novembre 2011, Océane Laforge, 8 ans, disparaît après avoir quitté son domicile pour aller chercher un jeu vidéo à 200 m de chez elle. Le lendemain, son corps est retrouvé entre des arbres à deux ou trois kilomètres de chez elle. En réalité, elle avait rencontré un homme de 25 ans, qui lui avait proposé de l'accompagner en raison du mauvais temps. Ensuite, il l'avait agressée et violée, avant de la tuer de quatre coups de couteau au cœur. Il craignait d'être dénoncé par la fillette. 
Le coupable, Nicolas Blondiau, est condamné à la réclusion criminelle à perpétuité avec une période de sûreté à vie. Une peine de perpétuité théoriquement incompressible, qui permet néanmoins des aménagements après 30 ans.

## Biographie
Océane Laforge est la fille unique d'Erika Luna et Jimmy Laforge. Elle est née en 2003. Selon ses parents, c'est une « très bonne élève ». La famille habite à Bellegarde, dans le Gard.

## Faits et enquête
Le 5 novembre 2011, Océane sort seule de chez elle pour la première fois dans le but d'aller chercher un jeu vidéo chez un voisin, père de deux fillettes dont Océane est l'amie. Ensuite, elle croise Nicolas Blondiau qui lui propose de l'accompagner. Il la viole puis la tue de coups de couteau.

## Arrestation
Le 7 novembre 2011, Blondiau est arrêté après s'être rendu de lui-même pour savoir s'il était l'homme recherché, déclarant qu'il ne se souvenait pas de ce qu'il avait fait la nuit du 5 novembre 2011.

## Procès et condamnation
À l'issue du procès, sa mère déclare qu'Océane est un « rayon de soleil », « joyeuse tout le temps » et qu'elle lui manque « tous les jours ».
Blondiau est le troisième accusé, après Michel Fourniret et Pierre Bodein, à être condamné à la prison à perpétuité avec une période de sûreté incompressible par la cour d'assises du Gard en décembre 2013. La peine est confirmée en appel par la cour d'assises du Vaucluse en janvier 2015. En février 2015, il forme un pourvoi auprès de la Cour de cassation mais y renonce en avril 2015, rendant sa condamnation définitive.